# David (Verrocchio)
David é uma estátua feita de bronze por Andrea del Verrocchio entre os anos de 1473 a 1475. Foi encomendado pela família Médici. Afirma-se, por vezes, que Verrocchio usou Leonardo da Vinci, enquanto jovem, quando este era seu aluno em sua oficina, como modelo.
A estátua representa o jovem David, futuro rei dos israelitas, posicionado triunfantemente sobre a cabeça do Golias morto.